# Acalypha spectabilis
Acalypha spectabilis är en törelväxtart som beskrevs av Airy Shaw. Acalypha spectabilis ingår i släktet akalyfor, och familjen törelväxter. Inga underarter finns listade i Catalogue of Life.